# Psychotria paravillosa
Psychotria paravillosa är en måreväxt som beskrevs av Charlotte M. Taylor. Arten ingår i släktet Psychotria och familjen måreväxter. Växten förekommer från Ecuador till norra Peru och delstaten Acre i Brasilien. Det är en buske som främst växer i våta tropiska biom. Inga underarter finns listade i Catalogue of Life.